# میراث آیین بودا و هندو در افغانستان

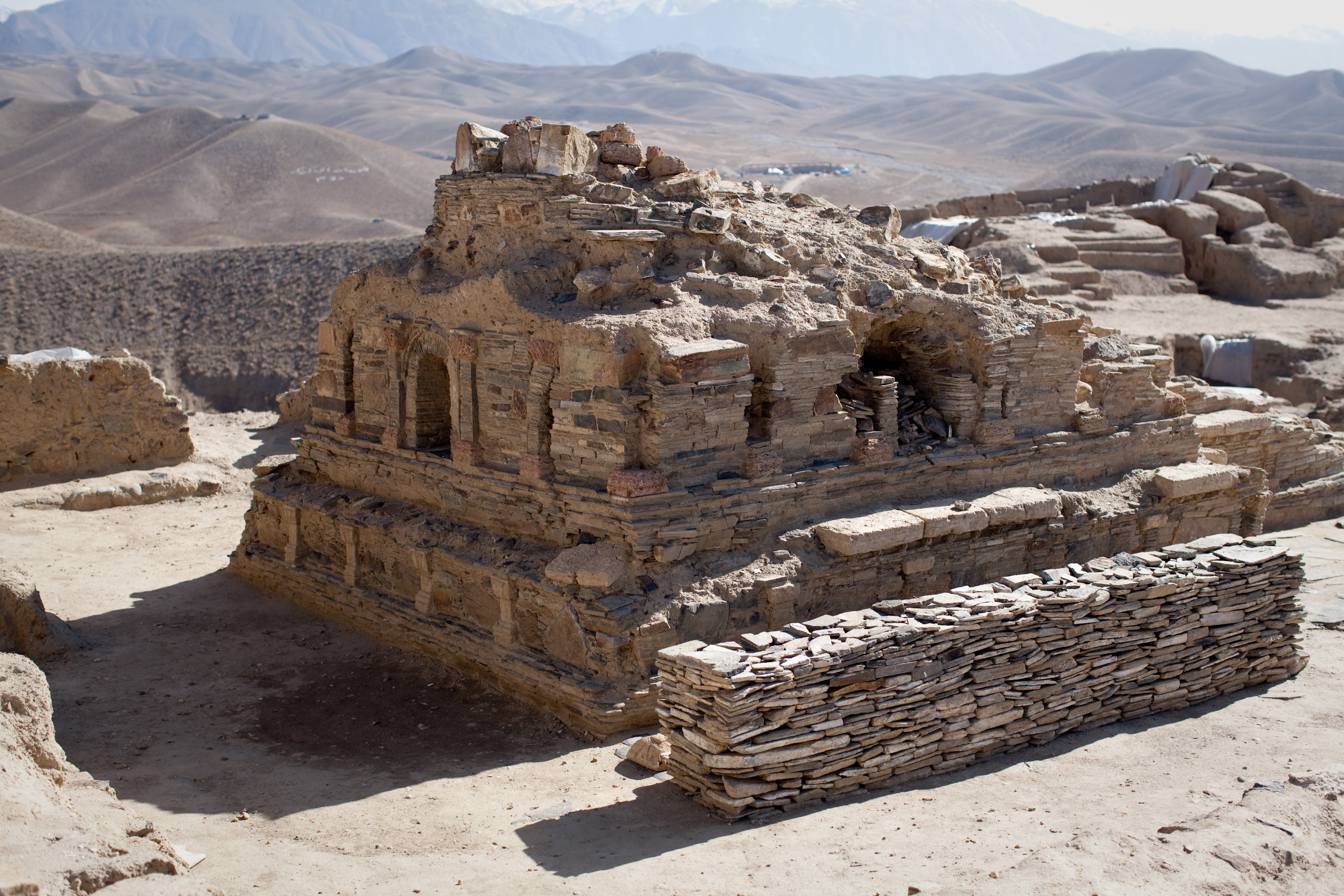
استوپای بودایی تازه کاوش‌شده در مس‌عینک در ولایت لوگر

پیش از گشایش افغانستان به دست مسلمانان، جوامع گوناگون مذهبی و قومی در این سرزمین زندگی می‌کردند. جنوب هندوکش تحت فرمانروایی‌های زونبیل و کابل شاهی بود. هنگامی که مسافران چینی (فاکسیان، سونگ یون، شوان‌زانگ، وانگ هیوون تسو، هوان تاچائو و وو کنگ) میان سال‌های ۳۹۹ تا ۷۵۱ میلادی به افغانستان سفر کردند، ذکر کردند که آیین بودا در بخش‌های گوناگون میان آمو دریا در شمال و رود سند در جنوب پیروانی داشته‌است. در هنگام این بازدیدها کوشانیان و پس از آن هپتالیان بر این سرزمین فرمانروایی می‌کردند. گزارش شده‌است که هپتالیان پیروان پرشور خدای سوریا بودند.
اعراب مسلمان یورشگر در سال‌های ۴–۶۵۳ میلادی اسلام را به پادشاه زنبیل زمین‌داور (استان هیرمند) شناساندند. آن‌ها پیش از بازگشت به شهر زرنج در باختر، که پیشتر اسلامی شده بود، همان پیام را به کابل بردند. روشن نیست که چند تن دین تازه را پذیرفتند اما فرمانروایان شاهی غیرمسلمان بودند تا اینکه کابل را در سال ۸۷۰ میلادی به سود مسلمانان صفاری زرنج از دست دادند. سپس سامانیان از بخارا در شمال نفوذ اسلامی خود را در این منطقه گسترش دادند. گزارش شده‌است که مسلمانان و غیرمسلمانان پیش از ورود غزنویان از غزنی هنوز در کنار یکدیگر در کابل زندگی می‌کردند.
کابل دارای دژی است که به دلیل استواری خود زبانزد است و تنها با یک جاده در دسترس است. در آن مسلمانان وجود دارد و دارای شهرکی است که در آن کافران اهل هند هستند.— استخری، ۹۲۱ میلادی
نخستین اشارت به یک هندو در افغانستان در سال ۹۸۲ میلادی در «حدودالعالم» دیده می‌شود، جایی‌که این کتاب از یک پادشاه در «ننهار» (ننگرهار) سخت می‌گوید که با وجود داشتن بیش از ۳۰ همسر، (که به عنوان همسران «مسلمان، افغان و هندو» توصیفش شده‌اند) نمایش عمومی مسلمان شدن را برپا می‌دارد. این نام‌ها اغلب توسط عرب‌ها به عنوان اصطلاحات جغرافیایی استفاده می‌شده‌است. برای نمونه، هندو (یا هندوستانی) در درازنای تاریخ به عنوان یک اصطلاح جغرافیایی برای توصیف کسی که بومی سرزمینی ناموَر به هند است، و افغان به عنوان کسی که بومی سرزمینی به نام باختر (بلخ) است، به کار برده می‌شده‌است.

## بن‌مایه
- همکاری‌کنندگان ویکی‌پدیا، «Hindu and Buddhist heritage of Afghanistan»، ویکی‌پدیای انگلیسی، دانشنامهٔ آزاد (بازیابی ۰۸ فروردین ۱۴۰۰)